# Karl Hohenlohe

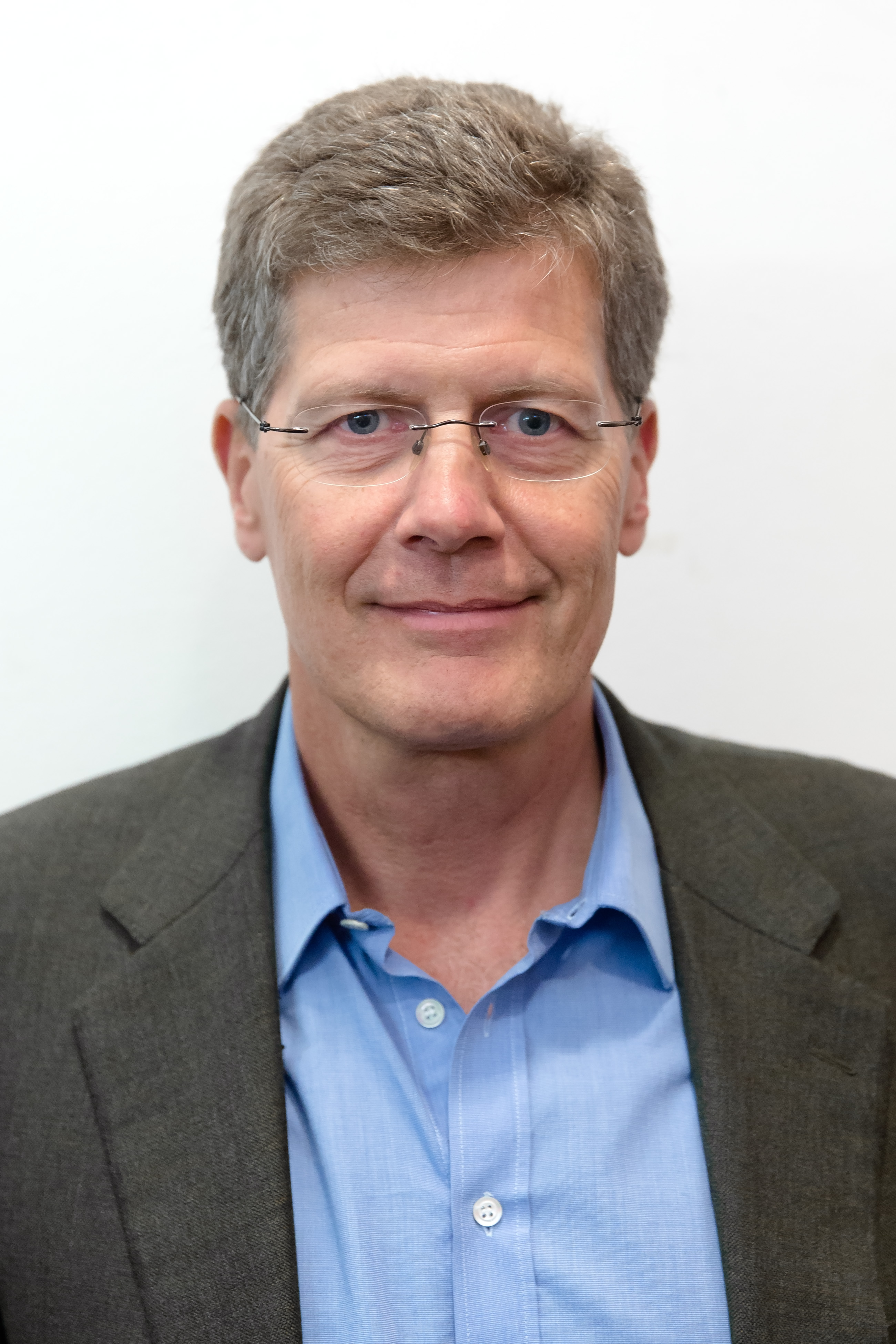
Karl Hohenlohe (2015)

Karl Albrecht Hubertus Maria „Kari“ Hohenlohe (* 27. August 1960 in Wien) ist ein österreichischer Journalist, Kolumnist, Moderator, Drehbuchautor und Herausgeber des Gault Millau Österreich.

## Leben

### Herkunft
Hohenlohe, in Wien geboren, ist ein Angehöriger der österreichischen Linie der Familie Hohenlohe. Sein Vater war der Bankier Tassilo (geb. Prinz zu) Hohenlohe-Schillingsfürst (1918–1979), seine Mutter war Antoinette, geborene Seilern und Aspang (1925–2016). Zusammen mit seinen zwei Brüdern und drei Schwestern wuchs er im Stadthaus in Wien und im Schloss Baumgarten in der Wachau auf. Er lebt in Guntersdorf im Weinviertel.

### Beruf
Nach der Matura begann Karl Hohenlohe im Jahr 1978 mit einem Volontariat seine journalistische Karriere bei der Wiener Tageszeitung Kurier. Er begann Publizistik, Rechtswissenschaften und Biologie zu studieren und ging auf eine einjährige Studienreise. Während dieser schrieb er Reiseberichte für diverse österreichische Zeitungen. Nach Lehrjahren bei Kurier und Wochenpresse wurde er im Jahr 1986 zum ORF geholt, um gemeinsam mit Teddy Podgorski das neue Societyformat Seitenblicke mitzuentwickeln. Mit Sendestart im September 1987 wurde er dessen erster Redakteur und Chef vom Dienst. Später vereinbarte er mit dem damaligen Kurier-Chefredakteur Peter Rabl ein neues Format, die tägliche Gesellschaftskolumne Gesellschaft m.b.H.
Neben der Sendung Seitenblicke, für die er immer noch Beträge zuliefert, ist Hohenlohe auch Moderator der Spezialausgabe Seitenblicke Gourmet. Er gestaltete und moderierte die ORF-Sendung Achtung Kamera und ist Drehbuchautor verschiedener Kabarettsendungen, wie etwa für die Die kranken Schwestern. Außerdem agierte er als Regisseur der preisgekrönten Folge Vom Werden des Weines der ORF-Serie Universum.
Gemeinsam mit Christoph Wagner-Trenkwitz kommentiert er (Stand 2025) seit 2001 für den ORF den Wiener Opernball sowie weitere gesellschaftliche und royale Großereignisse.
Seit Mai 2005 gibt Karl Hohenlohe mit seiner Frau als Chefredakteurin die österreichische Ausgabe des Gault Millau heraus. Im Jahr 2011 wurde er Österreichischer Journalist des Jahres 2011 in der Kategorie Unterhaltung. Er betrieb das Filmproduktionsunternehmen Hohenlohe Film.
Karl Hohenlohe und seine Frau sind Gesellschafter der KMH Media-Consulting GmbH, die im Impressum von Gault-Millau Österreich verzeichnet ist.

## Familie
Karl Hohenlohe ist seit Oktober 2004 in zweiter Ehe mit der Chefredakteurin des gemeinsam herausgegebenen Gault-Millau Martina, geb. Malle (* 30. April 1972 in Spittal an der Drau), verheiratet und hat mit ihr zwei Töchter und einen Sohn. Seine beiden älteren Töchter stammen aus erster Ehe mit Teresa Hohenlohe. Karls älterer Bruder ist Constantin Hohenlohe (* 19. April 1949), Ingenieur und ehemals Elektronikunternehmer in Wien. Seit dem Tod des Onkels im Jahr 2005 ist der unverheiratete Constantin Hohenlohe als Fürst zu Hohenlohe-Schillingsfürst bekannt und betreibt die Land- und Forstwirtschaft auf Schloss Schillingsfürst.
Im Frühling 2016 unterstützten Martina und Karl Hohenlohe den Präsidentschaftskandidaten und späteren Bundespräsidenten Alexander Van der Bellen in dessen Wahlkampf.

## Zitat
„Für mich ist Adel überhaupt keine Verpflichtung: ich bin ich. Ich bewundere meine Vorfahren, die Tolles geleistet haben, aber ich fände es absurd, dass ich jetzt besser dastehen müsste oder mich mehr beweisen müsste. Wenn ich mein Leben so gut als möglich über die Bühne bringe, ob ich jetzt Hohenlohe heiße oder anders, da gibt es keinen Unterschied. Ich finde dieses Denken eher überholt.“